# فريدريكا غوزمان
فريدريكا غوزمان (بالإسبانية: Federica Gúzman) هي عارضة فنزويلية، ولدت في 23 مايو 1981 في كاراكاس في فنزويلا.